# Gerd Binnig
Gerd Binnig sinh ngày 20.7.1947 tại Frankfurt am Main, là nhà vật lý người Đức đã đoạt Giải Nobel Vật lý năm 1986.

## Cuộc đời và Sự nghiệp
Thời trẻ, gia đình ông cư ngụ một phần ở Frankfurt am Main và một phần ở Offenbach am Main nên ông đi học ở cả hai thành phố này. Năm lên 10 tuổi, ông quyết định sẽ trở thành nhà vật lý, nhưng ít lâu sau ông đã ngạc nhiên không biết mình có chọn lựa đúng không. Ông tập trung nhiều hơn vào âm nhạc và chơi trong một ban nhạc. Ông cũng bắt đầu chơi violon ở tuổi 15 và chơi trong ban nhạc của trường học.
Năm 1966 Gerd Binnig tốt nghiệp trung học ở trường trung học Rudolf-Koch tại Offenbach am Main. Năm 1978 ông đậu bằng tiến sĩ vật lý với bản luận án "Tunnelspektroskopie an supraleitendem (SN)x"ở Đại học Johann Wolfgang Goethe tại Frankfurt am Main.
Cùng năm, ông nhận lời mời của hãng IBM tham gia nhóm nghiên cứu của hãng này ở Zürich. Tại đây, ông gặp Heinrich Rohrer - người mà sau này cùng đoạt chung giải Nobel Vật lý năm 1986 với ông – cho việc thiết kế Kính hiển vi quét chui hầm của họ (phân nửa giải Nobel kia được trao cho Ernst Ruska).
Đội nghiên cứu cũng gồm có Christoph Gerber và Edmund Weibel, và họ cũng sớm nhận được nhiều giải thưởng: giải Vật lý Đức, Giải Otto-Klung-Weberbank (1983), giải Hewlett Packard, giải King Faisal và cuối cùng là giải Nobel nói trên.
Năm 1994 giáo sư Gerd Binnig lập ra Definiens Lưu trữ ngày 21 tháng 2 năm 2015 tại Wayback Machine đến năm 2000 nó trở thành một hãng thương mại. Ngày nay, các công ty và các viện trên khắp thế giới sử dụng công nghệ của hãng Definiens để tối đa hóa giá trị của hình ảnh và do đó có thể có những quyết định tốt hơn. Hiện nay hãng Definiens tập chú vào những ứng dụng vào Khoa học đời sống và khoa học Trái Đất. Trong khoa học đời sống, công nghệ của hãng Definiens được sử dụng để đẩy nhanh việc khám phá và phát triển thuốc cùng các quá trình chẩn đoán bệnh. Trong khoa học Trái Đất, công nghệ của hãng Definiens làm cho việc phân loại hình ảnh từ trên không và do vệ tinh chụp có thể thực hiện và việc phân tích có tốc độ lớn hơn, chính xác và sâu sắc hơn.
Năm 1990 ông tham gia Ban giám sát của hãng "Daimler Benz Holding" và hiện nay ông tham gia vài hoạt động chính trị.

## Giải thưởng và Vinh dự
- 1983 Giải Klung-Wilhelmy-Weberbank
- 1986 Giải Nobel Vật lý
- 1987 Huy chương Elliott Cresson
- 1998 Huân chương Maximilian về Khoa học và Nghệ thuật của bang Bayern
- 2011 Binnig and Rohrer Nanotechnology Center (Trung tâm công nghệ nano Binnig và Rohrer) ở Rüschlikon (Zürich) mang tên ông.

## Đời tư
Năm 1969, ông kết hôn với Lore Wagler, một nhà tâm lý học. Họ có một con gái sinh ở Thụy Sĩ và một con trai sinh ở California. Việc giải trí lúc rảnh rỗi của ông là bơi lội và chơi golf.

## Tác phẩm
- Gerd Binnig & Heinrich Rohrer: Gerät zur rasterartigen Oberflächenuntersuchung unter Ausnutzung des Vakuum-Tunneleffekts bei kryogenischen Temperaturen, Europäische Patentanmeldung 0 027 517, Priorität: 20. September 1979 CH 8486 79
- Gerd Binnig, Heinrich Rohrer, C. Gerber & E. Weibel: Tunneling through a Controllable Vacuum Gap, Appl. Phys. Lett. 40, 178 (1982)
- G. Binnig, H. Rohrer, C. Gerber, E. Weibel: Surface studies by scanning tunneling microscopy. Phys. Rev. Lett. 49/1, S. 57 – 61 (1982)
- Aus dem Nichts. Über die Kreativität von Natur und Mensch. (1997), ISBN 3-492-21486-X